# Хафтон, Грег
Грег Хаугтон (англ. Greg Haughton; род. 10 ноября 1973, Кингстон) — ямайский легкоатлет. На его счету три олимпийские медали (бронза на Олимпийских играх 1996 года, а также серебро и бронза на Олимпийских играх 2000 года. Личный рекорд Грега Хаугтона в беге на 400 метров составляет 44.56 секунды.
Его тренировал Клайд Харт (известный тренер, который обучал также Майкла Джонсона). Также, Хаугтон выигрывал бронзовые медали в беге на 400 м на чемпионатах мира по лёгкой атлетике 1995 и 2001 годов. Хаугтон выигрывал золотые медали на Играх доброй воли 2001, Панамериканских играх 1999, чемпионате Центральной Америки и Карибских островов по лёгкой атлетике 1993. Хаугтон выиграл пять чемпионатов Ямайки по лёгкой атлетике.
В составе эстафетной команды Ямайки 4×400 метров, ямайский легкоатлет в 2004 году стал чемпионом мира в помещении. Грег Хаугтон трижды становился серебряным призёром чемпионатов мира.
Хаугтон был введён в зал славы штата Вирджиния, зал славы Университета Джорджа Мейсона и зал славы спортивного фонда «Каррерас», как лучший спортсмен года среди мужчин сезона 1999-2000. В апреле 2011 года легкоатлет получил награду от спортивной ассоциации интер-средних школ «за выдающийся вклад в развитие лёгкой атлетики на Ямайке».

## Личные рекорды
| Дата           | Событие    | Место               | Время |
| -------------- | ---------- | ------------------- | ----- |
| 19 мая 1996    | 200 метров | Фейрфакс, Вирджиния | 20.64 |
| 9 августа 1995 | 400 метров | Гётеборг, Швеция    | 44.56 |

## Достижения
| Соревнование                                           | Место                  | Результат | Событие      |
| ------------------------------------------------------ | ---------------------- | --------- | ------------ |
| Чемпионат Центральной Америки и Карибских островов U20 |                        | Первое    | 400 метров   |
| Чемпионат мира 1993                                    | Штутгарт, Германия     | Шестое    | 400 метров   |
| Чемпионат мира 1993                                    | Штутгарт, Германия     | Седьмое   | 4×400 метров |
| Чемпионат мира 1995                                    | Гётеборг, Швеция       | Третье    | 400 метров   |
| Чемпионат мира 1995                                    | Гётеборг, Швеция       | Второе    | 4×400 метров |
| Чемпионат мира 1997                                    | Афины, Греция          | Третье    | 4×400 метров |
| Чемпионат мира в помещении 1997                        | Париж, Франция         | Второе    | 4×400 метров |
| Игры Содружества 1998                                  | Куала Лумпур, Малайзия | Первое    | 4×400 метров |
| Панамериканские игры 1999                              | Виннипег, Канада       | Первое    | 400 метров   |
| Панамериканские игры 1999                              | Виннипег, Канада       | Первое    | 4×400 метров |
| Чемпионат мира по лёгкой атлетике 1999                 | Севилья, Испания       | Шестое    | 400 метров   |
| Чемпионат мира по лёгкой атлетике 1999                 | Севилья, Испания       | Второе    | 4×400 метров |
| Финал Гран-при IAAF 2000                               | Доха, Катар            | Четвёртое | 400 метров   |
| Летние Олимпийские игры 2000                           | Сидней, Австралия      | Второе    | 400 метров   |
| Чемпионат мира по лёгкой атлетике 2001                 | Эдмонтон, Канада       | Третье    | 400 метров   |
| Чемпионат мира по лёгкой атлетике 2001                 | Эдмонтон, Канада       | Второе    | 4×400 метров |
| Финал Гран-при IAAF 2000                               | Париж, Франция         | Второе    | 400 метров   |
| Чемпионат мира по лёгкой атлетике в помещении 2004     | Будапешт, Венгрия      | Первое    | 4×400 метров |